# Facts & Fiction
Facts & Fiction var et tysk italo disco-band, der var aktivt i 1980'erne. De er bedst kendt for nummeret "Give Me the Night" fra 1986.

## Diskografi

### Singler
- 1986: Give Me the Night
- 1986: I Wanna Wake Up With You
- 1987: Love Game